# Alpine Skiweltmeisterschaften 1987
Die 29. Alpinen Skiweltmeisterschaften fanden vom 27. Januar bis 8. Februar 1987 im Wintersportort Crans-Montana in der Schweiz statt. Erstmals wurden bei Weltmeisterschaften Super-G-Wettbewerbe durchgeführt (diesen Beschluss hatte der 35. FIS-Kongress im Mai 1985 in Vancouver gefasst).

## Zuerkennung an Crans-Montana
Bereits beim 34. FIS-Kongress im Mai 1983 in Sydney wurde Crans-Montana mit der Ausrichtung dieser Weltmeisterschaften betraut.

## Programm der Weltmeisterschaften
| Datum      | Programmpunkt                                                   |
| ---------- | --------------------------------------------------------------- |
| 24. Januar | Besichtigung Damenabfahrt                                       |
| 25. Januar | Training Damenabfahrt 17:00 Eröffnungsfeier                     |
| 26. Januar | Besichtigung Herrenabfahrt Training Damenabfahrt                |
| 27. Januar | 10:00 und 12:30 Kombinationsslalom Herren Training Damenabfahrt |
| 28. Januar | 11:00 Kombinationsabfahrt Damen Training Herrenabfahrt          |
| 29. Januar | 10:30 und 12:30 Kombinationsslalom Damen Training Herrenabfahrt |
| 30. Januar | 12:00 Kombinationsabfahrt Herren Training Damenabfahrt          |
| 31. Januar | 12:00 Herrenabfahrt Training Damenabfahrt                       |
| 1. Februar | 12:00 Damenabfahrt                                              |
| 2. Februar | 12:00 Super-G Herren                                            |
| 3. Februar | 12:00 Super-G Damen                                             |
| 4. Februar | 10:30 und 13:00 Riesenslalom Herren                             |
| 5. Februar | 10:30 und 13:00 Riesenslalom Damen                              |
| 6. Februar | Ruhetag                                                         |
| 7. Februar | 10:00 und 12:30 Slalom Damen                                    |
| 8. Februar | 10:00 und 12:30 Slalom Herren 15:00 Abschlusszeremonie          |

## Budgetüberschreitung, Naturschutzbewegung
Es war bereits im Vorfeld der Veranstaltung eine merkliche Überschreitung des Budgets festzustellen gewesen (17 Mio. CHFr. statt 10 Mio.). Außerdem gab es Einsprüche von Naturschützern, denen das Organisationskomitee mit Zusagen für Aufforstung und Bodenbegrünung antworte.(Quellenhinweis siehe bitte „Vom Hahnenkamm zur WM '87“ zum Rennprogramm)

## Erwähnenswertes
- Die Weltmeisterschaften gestalteten sich zum großen Triumph für die gastgebenden Schweizer. Bis auf die Kombination und den Slalom der Herren gingen alle Goldmedaillen an die Schweiz. Eine Besonderheit gab es in der Herren-Abfahrt mit einem Vierfach-Sieg, den ersten bei den Herren seit 1931 in Mürren (als auch die ersten vier Plätze an die Schweiz gegangen waren).
Somit gelang den Läuferinnen und Läufern des Schweizer Skiverbandes in der Nachkriegs-Geschichte dasselbe, was jenen aus Österreich schon 1962 und aus Frankreich 1966 gelungen war, u. zw. fast alle zu vergebenden Goldmedaillen (und mehrere andere) zu gewinnen.
- Es gelang nur in der Damen-Kombination eine Titel-Verteidigung, wobei Siegerin Erika Hess überhaupt dreimal hintereinander diesen Titel gewinnen konnte.
Außerdem gab es in der Damen-Kombination das identisch selbe Podium wie 1985.
- Wie schon 1985 blieb Österreich erneut ohne Goldmedaille und wurde sogar von Deutschland überholt.

## Männer

### Abfahrt
| Platz | Land | Sportler               | Zeit        |
| ----- | ---- | ---------------------- | ----------- |
| 1     | SUI  | Peter Müller           | 2:07,80 min |
| 2     | SUI  | Pirmin Zurbriggen      | 2:08,13 min |
| 3     | SUI  | Karl Alpiger           | 2:08,20 min |
| 4     | SUI  | Franz Heinzer          | 2:08,34 min |
| 5     | CAN  | Rob Boyd               | 2:08,50 min |
| 6     | SUI  | Daniel Mahrer          | 2:09,06 min |
| 7     | LUX  | Marc Girardelli        | 2:09,11 min |
| 8     | AUT  | Leonhard Stock         | 2:09,18 min |
| 9     | FRG  | Markus Wasmeier        | 2:09,21 min |
| 10    | FRG  | Sepp Wildgruber        | 2:09,45 min |
| -     | -    | -                      | -           |
| 13    | FRG  | Klaus Gattermann       | 2:09,57 min |
| 14    | AUT  | Helmut Höflehner       | 2:09,70 min |
| 16    | AUT  | Erwin Resch            | 2:10,03 min |
| 24    | AUT  | Peter Wirnsberger      | 2:10,70 min |
| 26    | FRG  | Peter Eigler           | 2:10,80 min |
| 41    | LIE  | Gregor Hoop            | 2:14,90 min |
| 46    | MEX  | Hubertus von Hohenlohe | 2:16,76 min |

Titelverteidiger: Pirmin Zurbriggen (SUI)

Datum: 31. Januar, 12:00 Uhr

Piste: „Nationale“

Länge: 3670 m, Höhenunterschied: 981 m

Tore: 35
Am Start waren 53 Läufer, alle erreichten das Ziel.

### Super-G
| Platz | Land | Sportler               | Zeit        |
| ----- | ---- | ---------------------- | ----------- |
| 1     | SUI  | Pirmin Zurbriggen      | 1:19,93 min |
| 2     | LUX  | Marc Girardelli        | 1:20,80 min |
| 3     | FRG  | Markus Wasmeier        | 1:21,08 min |
| 4     | AUT  | Leonhard Stock         | 1:21,28 min |
| 5     | AUT  | Hubert Strolz          | 1:21,44 min |
| 6     | ITA  | Robert Erlacher        | 1:21,83 min |
| 7     | AUT  | Rudolf Nierlich        | 1:22,20 min |
| 8     | FRG  | Michael Eder           | 1:22,30 min |
| 9     | LIE  | Günther Marxer         | 1:22,44 min |
| -     | -    | -                      | -           |
| 12    | FRG  | Herbert Renoth         | 1:22,63 min |
| 13    | AUT  | Günther Mader          | 1:22,74 min |
| 17    | FRG  | Hans Stuffer           | 1:23,16 min |
| 20    | SUI  | Karl Alpiger           | 1:23,68 min |
| 26    | LIE  | Gerald Näscher         | 1:25,04 min |
| 29    | LIE  | Silvio Wille           | 1:25,25 min |
| 50    | MEX  | Hubertus von Hohenlohe | 1:31,95 min |

Erstmalige Austragung bei Weltmeisterschaften

Datum: 2. Februar, 12:00 Uhr

Piste: „Chetzeron“

Länge: 1553 m, Höhenunterschied: 514 m

Tore: 43
Am Start waren 75 Läufer, 63 von ihnen erreichten das Ziel.
Ausgeschieden u. a.: Martin Bell (GBR), Martin Hangl (SUI), Doug Lewis (USA), Peter Müller (SUI), Petar Popangelow (BUL), Jan Einar Thorsen (NOR), Andreas Wenzel (LIE)

### Riesenslalom
| Platz | Land | Sportler               | Zeit        |
| ----- | ---- | ---------------------- | ----------- |
| 1     | SUI  | Pirmin Zurbriggen      | 2:32,38 min |
| 2     | LUX  | Marc Girardelli        | 2:32,45 min |
| 3     | ITA  | Alberto Tomba          | 2:33,13 min |
| 4     | AUT  | Hubert Strolz          | 2:33,21 min |
| 5     | FRG  | Hans Stuffer           | 2:34,27 min |
| 6     | FRG  | Michael Eder           | 2:34,30 min |
| 7     | FRG  | Frank Wörndl           | 2:34,44 min |
| 8     | SUI  | Hans Pieren            | 2:34,46 min |
| -     | -    | -                      | -           |
| 13    | FRG  | Markus Wasmeier        | 2:35,11 min |
| 14    | AUT  | Bernhard Gstrein       | 2:35,88 min |
| 15    | FRG  | Peter Namberger        | 2:36,86 min |
| 18    | SUI  | Markus Knöri           | 2:38,38 min |
| 22    | LIE  | Günther Marxer         | 2:39,22 min |
| 31    | LIE  | Gregor Hoop            | 2:42,25 min |
| 56    | MEX  | Hubertus von Hohenlohe | 2:57,10 min |

Titelverteidiger: Markus Wasmeier (FRG)

Datum: 4. Februar, 10:00 Uhr (1. Lauf), 13:00 Uhr (2. Lauf)

Piste: „Chetzeron“

Höhenunterschied: 389 m

Tore: 50 (1. Lauf), 49 (2. Lauf)
Am Start waren 96 Läufer, 66 von ihnen erreichten das Ziel.
Ausgeschieden u. a.: Didier Bouvet (FRA), Tomaž Čižman (YUG), Ole Kristian Furuseth (NOR), Joël Gaspoz (SUI), Helmut Mayer (AUT), Rudolf Nierlich (AUT), Jonas Nilsson (SWE), Tetsuya Okabe (JPN), Franck Piccard (FRA), Richard Pramotton (ITA), Johan Wallner (SWE)

### Slalom
| Platz | Land | Sportler               | Zeit        |
| ----- | ---- | ---------------------- | ----------- |
| 1     | FRG  | Frank Wörndl           | 1:54,63 min |
| 2     | AUT  | Günther Mader          | 1:54,82 min |
| 3     | FRG  | Armin Bittner          | 1:55,03 min |
| 4     | LUX  | Marc Girardelli        | 1:55,11 min |
| 5     | SWE  | Ingemar Stenmark       | 1:55,60 min |
| 6     | YUG  | Bojan Križaj           | 1:55,69 min |
| 7     | SUI  | Jean-Daniel Delèze     | 1:55,78 min |
|       | SUI  | Joël Gaspoz            | 1:55,78 min |
| 9     | LIE  | Paul Frommelt          | 1:56,13 min |
| 16    | AUT  | Mathias Berthold       | 1:58,29 min |
| 19    | SUI  | Hans Pieren            | 1:59,60 min |
| 24    | LIE  | Gerald Näscher         | 2:04,50 min |
| 34    | MEX  | Hubertus von Hohenlohe | 2:23,81 min |

Titelverteidiger: Jonas Nilsson (SWE)

Datum: 8. Februar, 10:00 Uhr (1. Lauf), 12:30 Uhr (2. Lauf)

Piste: „Nationale“

Höhenunterschied: 217 m

Tore: 72 (1. Lauf), 65 (2. Lauf)
Am Start waren 94 Läufer, 40 von ihnen erreichten das Ziel.
Ausgeschieden u. a.: Florian Beck (FRG), Ole Kristian Furuseth (NOR), Finn Christian Jagge (NOR), Dietmar Köhlbichler (AUT), Rudolf Nierlich (AUT), Jonas Nilsson (SWE), Richard Pramotton (ITA), Alberto Tomba (ITA), Johan Wallner (SWE), Andreas Wenzel (LIE), Pirmin Zurbriggen (SUI)

### Kombination
| Platz | Land | Sportler             | Zeit A        | Zeit S        | Punkte |
| ----- | ---- | -------------------- | ------------- | ------------- | ------ |
| 1     | LUX  | Marc Girardelli      | 1:53:16 (1.)  | 1:45:96 (7.)  | 28,27  |
| 2     | SUI  | Pirmin Zurbriggen    | 1:53:67 (3.)  | 1:47:12 (9.)  | 30,54  |
| 3     | AUT  | Günther Mader        | 1:55:91 (18.) | 1:44:48 (2.)  | 41,96  |
| 4     | AUT  | Bernhard Gstrein     | 1:57:22 (21.) | 1:42:45 (1.)  | 42,34  |
| 5     | FRG  | Markus Wasmeier      | 1:54:31 (5.)  | 1:47:98 (10.) | 48,15  |
| 6     | FRG  | Josef Schick         | 1:56:28 (19.) | 1:45:70 (4.)  | 53,78  |
| 7     | NOR  | Finn Christian Jagge | 1:57:57 (22.) | 1:45:79 (5.)  | 54,99  |
| 8     | AUT  | Leonhard Stock       | 1:54:10 (4.)  | 1:54:09 (18.) | 85,92  |
| -     | -    | -                    | -             | -             | -      |
| 14    | AUT  | Anton Steiner        | 1:55:53 (13.) | 1:54:42 (19.) | 102,99 |
| 16    | LIE  | Gregor Hoop          | 1:58:29 (25.) | 1:53:19 (15.) | 123,73 |
| 18    | FRG  | Peter Eigler         | 1:55:47 (12.) | 2:01:42 (25.) | 148,15 |
| 29    | SUI  | Daniel Mahrer        | 1:53:20 (2.)  | 2:25:05 (41.) | 279,01 |

Titelverteidiger: Pirmin Zurbriggen (SUI)

Datum: 1. Februar, 13:30 Uhr (Abfahrt)
27. Januar, 10:00 Uhr / 12:30 Uhr (Slalom)
Abfahrtsstrecke: „Nationale“

Streckenlänge: 3070 m, Höhenunterschied: 825 m

Tore: 32
Slalomstrecke: „Chetzeron“

Höhenunterschied: 189 m

Tore: 63 (1. Lauf), 60 (2. Lauf)
Am Start waren 69 Läufer, 33 klassierten sich. Dieser letzte Platz wurde von Graham Bell (GB) mit 470,37 Punkten (Abfahrt Rang 24 mit 1:58,03 und Slalom Rang 43 mit 2:46,61) belegt.
Ausgeschieden u. a.: Armin Bittner (FRG), Rob Boyd (CAN), Conradin Cathomen (SUI), Paul Frommelt (LIE), Ole Kristian Furuseth (NOR), Martin Hangl (SUI), Peter Müller (SUI), Tetsuya Okabe (JPN), Andreas Wenzel (LIE)

## Frauen

### Abfahrt
| Platz | Land | Sportlerin          | Zeit        |
| ----- | ---- | ------------------- | ----------- |
| 1     | SUI  | Maria Walliser      | 1:43,80 min |
| 2     | SUI  | Michela Figini      | 1:44,11 min |
| 3     | FRG  | Regine Mösenlechner | 1:44,86 min |
| 4     | FRG  | Marina Kiehl        | 1:45,06 min |
| 5     | CAN  | Laurie Graham       | 1:45,10 min |
| 6     | AUT  | Sylvia Eder         | 1:45,31 min |
| 7     | SUI  | Erika Hess          | 1:45,44 min |
| 8     | FRG  | Michaela Gerg       | 1:45,75 min |
| -     | -    | -                   | -           |
| 11    | SUI  | Zoë Haas            | 1:45,98 min |
| 12    | FRG  | Karin Dedler        | 1:46,15 min |
| 14    | SUI  | Heidi Zurbriggen    | 1:46,42 min |
| 15    | AUT  | Sigrid Wolf         | 1:46,45 min |
| 33    | LIE  | Jacqueline Vogt     | 1:51,78 min |

Titelverteidigerin: Michela Figini (SUI)

Datum: 1. Februar, 11:30 Uhr

Piste: „Mont Lachaux“

Länge: 2550 m, Höhenunterschied: 665 m

Tore: 40
Am Start waren 39 Läuferinnen, 35 von ihnen erreichten das Ziel.

### Super-G
| Platz | Land | Sportlerin          | Zeit        |
| ----- | ---- | ------------------- | ----------- |
| 1     | SUI  | Maria Walliser      | 1:19,17 min |
| 2     | SUI  | Michela Figini      | 1:20,18 min |
| 3     | YUG  | Mateja Svet         | 1:20,23 min |
| 4     | SUI  | Vreni Schneider     | 1:20,25 min |
| 5     | AUT  | Sylvia Eder         | 1:20,65 min |
| 6     | USA  | Debbie Armstrong    | 1:21,07 min |
| 7     | AUT  | Sigrid Wolf         | 1:21,39 min |
| 8     | FRG  | Michaela Gerg       | 1:21,40 min |
| 9     | SUI  | Brigitte Oertli     | 1:21,72 min |
| -     | -    | -                   | -           |
| 13    | FRG  | Traudl Hächer       | 1:22,27 min |
| 14    | FRG  | Regine Mösenlechner | 1:22,35 min |
| 17    | AUT  | Anita Wachter       | 1:22,50 min |
| 24    | LIE  | Jolanda Kindle      | 1:23,68 min |
| 38    | LIE  | Jacqueline Vogt     | 1:26,82 min |

Erstmalige Austragung bei Weltmeisterschaften

Datum: 3. Februar, 12:00 Uhr

Piste: „Chetzeron“

Länge: 1435 m, Höhenunterschied: 459 m

Tore: 47
Am Start waren 53 Läuferinnen, 47 von ihnen erreichten das Ziel.
Ausgeschieden u. a.: Marina Kiehl (FRG), Elisabeth Kirchler (AUT)

### Riesenslalom
| Platz | Land | Sportlerin               | Zeit        |
| ----- | ---- | ------------------------ | ----------- |
| 1     | SUI  | Vreni Schneider          | 2:21,22 min |
| 2     | YUG  | Mateja Svet              | 2:21,78 min |
| 3     | SUI  | Maria Walliser           | 2:23,51 min |
| 4     | SUI  | Michela Figini           | 2:23,77 min |
| 5     | ESP  | Blanca Fernández Ochoa   | 2:23,88 min |
| 6     | FRG  | Marina Kiehl             | 2:23,92 min |
| 7     | FRA  | Małgorzata Mogore-Tlałka | 2:23,97 min |
| 8     | SWE  | Camilla Nilsson          | 2:24,16 min |
| -     | -    | -                        | -           |
| 10    | FRG  | Michaela Gerg            | 2:24,42 min |
| 11    | SUI  | Brigitte Oertli          | 2:24,67 min |
| 14    | FRG  | Katrin Stotz             | 2:25,05 min |
| 16    | AUT  | Sylvia Eder              | 2:25,97 min |
| 26    | FRG  | Traudl Hächer            | 2:28,26 min |
| 29    | LIE  | Jolanda Kindle           | 2:28,95 min |
| 41    | LIE  | Jacqueline Vogt          | 2:34,55 min |

Titelverteidigerin: Diann Roffe (USA)

Datum: 5. Februar, 10:00 Uhr (1. Lauf), 13:00 Uhr (2. Lauf)

Piste: „Chetzeron“

Höhenunterschied: 349 m

Tore: 48 (1. Lauf), 47 (2. Lauf)
Am Start waren 66 Läuferinnen, 51 von ihnen erreichten das Ziel.
Ausgeschieden u. a.: Elisabeth Kirchler (AUT), Diann Roffe (USA), Liisa Savijarvi (CAN), Sigrid Wolf (AUT). Nicht angetreten: Anita Wachter (AUT)

### Slalom
| Platz | Land | Sportlerin               | Zeit        |
| ----- | ---- | ------------------------ | ----------- |
| 1     | SUI  | Erika Hess               | 1:33,30 min |
| 2     | AUT  | Roswitha Steiner         | 1:33,55 min |
| 3     | YUG  | Mateja Svet              | 1:34,39 min |
| 4     | AUT  | Karin Buder              | 1:34,68 min |
| 5     | ESP  | Blanca Fernández Ochoa   | 1:35,05 min |
| 6     | FRA  | Małgorzata Mogore-Tlałka | 1:35,19 min |
| 7     | FRG  | Helga Lazak              | 1:35,27 min |
| 8     | FRA  | Dorota Mogore-Tlałka     | 1:35,41 min |
| -     | -    | -                        | -           |
| 15    | LIE  | Jolanda Kindle           | 1:39,73 min |
| 21    | LIE  | Jacqueline Vogt          | 1:44,11 min |

Titelverteidigerin: Perrine Pelen (FRA) (Karriere beendet)

Datum: 7. Februar, 10:00 Uhr (1. Lauf), 12:30 Uhr (2. Lauf)

Piste: „Nationale“

Höhenunterschied: 175 m

Tore: 55 (1. Lauf), 55 (2. Lauf)
Am Start waren 67 Läuferinnen, 26 von ihnen erreichten das Ziel.
Ausgeschieden u. a.: Nadia Bonfini (ITA), Emi Kawabata (JPN), Ida Ladstätter (AUT), Monika Maierhofer (AUT), Paoletta Magoni (ITA), Tamara McKinney (USA), Brigitte Oertli (SUI), Karen Percy (CAN), Diann Roffe (USA), Corinne Schmidhauser (SUI), Vreni Schneider (SUI)

### Kombination
| Platz | Land | Sportler             | Zeit A        | Zeit S        | Punkte |
| ----- | ---- | -------------------- | ------------- | ------------- | ------ |
| 1     | SUI  | Erika Hess           | 1:25,14 (3.)  | 1:26,17 (3.)  | 15,32  |
| 2     | AUT  | Sylvia Eder          | 1:24,81 (2.)  | 1:27,18 (5.)  | 18,66  |
| 3     | USA  | Tamara McKinney      | 1:26,35 (12.) | 1:25,18 (1.)  | 24,41  |
| 4     | SUI  | Vreni Schneider      | 1:26,72 (13.) | 1:26,06 (2.)  | 36,49  |
| 5     | AUT  | Anita Wachter        | 1:26,25 (9.)  | 1:26,92 (4.)  | 36,70  |
| 6     | SUI  | Michela Figini       | 1:24,60 (1.)  | 1:31,83 (14.) | 52,31  |
| 7     | CAN  | Karen Percy          | 1:26,29 (11.) | 1:28,87 (9.)  | 52,59  |
| 8     | USA  | Eva Twardokens       | 1:27,19 (19.) | 1:27,93 (7.)  | 57,76  |
| -     | -    | -                    | -             | -             | -      |
| 11    | FRG  | Angelika Hurler      | 1:27,65 (20.) | 1:30,81 (12.) | 86,82  |
| 12    | FRG  | Christina Meier-Höck | 1:26,16 (7.)  | 1:34,29 (16.) | 92,42  |
| 13    | FRG  | Karin Dedler         | 1:25,76 (5.)  | 1:35,05 (18.) | 93,81  |
| 14    | SUI  | Brigitte Oertli      | 1:25,31 (4.)  | 1:36,22 (20.) | 96,74  |
| 26    | FRG  | Katrin Stotz         | 1:25,97 (6.)  | 2:00,37 (29.) | 295,90 |
| 29    | LIE  | Jacqueline Vogt      | 1:31,01 (28.) | 2:02,81 (30.) | 385,40 |

Titelverteidigerin: Erika Hess (SUI)

Datum: 30. Januar, 13:00 Uhr (Abfahrt)
29. Januar, 10:30 Uhr / 13:00 Uhr (Slalom)
Abfahrtsstrecke: „Mont Lachaux“

Streckenlänge: 2032 m, Höhenunterschied: 571 m

Tore: 34
Slalomstrecke: „Chetzeron“

Höhenunterschied: 151 m

Tore: 51 (1. Lauf), 53 (2. Lauf)
Am Start waren 42 Läuferinnen, 30 klassierten sich, wobei Rang 30 an Liisa Savijari (CAN) mit 501,12 Punkten (Abfahrt Rang 7 mit 1:26,19 und Slalom Rang 34 mit 2:06,07) ging
Ausgeschieden u. a.: Nadia Bonfini (ITA), Deborah Compagnoni (ITA), Emi Kawabata (JPN), Carole Merle (FRA), Veronika Wallinger (AUT), Maria Walliser (SUI)

## Medaillenspiegel
| Platz | Land               | Gold | Silber | Bronze | Gesamt |
| ----- | ------------------ | ---- | ------ | ------ | ------ |
| 1     | Schweiz            | 8    | 4      | 2      | 14     |
| 2     | Luxemburg          | 1    | 2      | –      | 3      |
| 3     | BR Deutschland     | 1    | –      | 3      | 4      |
| 4     | Österreich         | –    | 3      | 1      | 4      |
| 5     | Jugoslawien        | –    | 1      | 2      | 3      |
| 6     | Italien            | –    | –      | 1      | 1      |
|       | Vereinigte Staaten | –    | –      | 1      | 1      |